# 드래곤 크라이시스!
《드래곤 크라이시스!》(ドラゴンクライシス!, Dragon Crisis!)는 키지키 카야가 쓰고 아카타 이츠키가 일러스트를 담당한 일본의 라이트노블이다. 2011년에 동명의 애니메이션이 제작되어 방송하였으며 대한민국에서는 애니플러스를 통해서 한일간 동시방영작으로 일본어 녹음 및 한국어 자막 방식으로 방송하였다.

## 줄거리
부모님이 외국에서 생활하고 있는 관계로 홀로 지내고 있는 고교생인 키사라기 류지는 평범스런 독신 생활을 해나가고 있는 소년이다. 여름방학 보충수업을 받고 있을 때 미국에서 원정유학을 하고 있다는 6촌 누나 에리코가 귀국하게 되고 학교로 갑작스레 찾아오게 되면서 그의 일상은 바뀌게 되었고 급기야는 에리코가 이끈다는 비밀단체에 가입되기도 하였다. 그리고 류지는 에리코로부터 어둠의 브레이커 조직이라는 '팡' 으로부터 가방을 뺏는 것을 도와달라는 요청을 받아 그들로부터 가방을 뺏는데 성공하지만 추격 도중 가방 속에서 금발에 푸른 눈동자를 가진 어린 소녀가 나오게 되는데...!

## 등장인물
※설명은 애니메이션의 내용 및 설정과 인터넷에 돌아다니는 정보들을 바탕으로 저술됨....
키사라기 류지(如月 竜司)
성우 - 시모노 히로
본작의 주인공이자 평범한 독신생활을 하고있는 고교 1학년생. 부모님 내외가 전 세계의 Lost precious를 찾아다니고 있으며, 세계에 몇 없는, 레벨 10의 브레이커이다. 하지만, 본인은 Lost precious와 관련되는 걸 싫어 Society에도 등록되어 있지 않다. 그러나 미국에서 유학중이라는 6촌 누나 에리코의 등장으로 졸지에 브로커 조직으로부터 가방을 빼앗게 되어서 가방 속에서 나왔다는 '레드 드래곤' '로즈'를 만나 에리코와 로즈를 보살펴야 하는 식모(?) 노릇을 하게 되었다. 그리고 로즈와 도움을 요청하는 사람들을 지키기 위해 스스로 '브레이커'가 되기로 결심한다.
Lost precious인, '슬래시 브레스(Slash breate)'이라는 단검을 다룰 수 있는 자질을 가짐.
로즈(ロ―ズ)
성우 - 쿠기미야 리에
류지가 브로커들로부터 빼앗은 가방 속에서 나오게 된, 금발벽안의 미소녀. 사실은 인간이 아닌 '레드 드래곤'으로 불을 다루고 하늘을 날 수도 있지만 아직 나이가 어려 제대로 힘을 발휘하진 못 하고 있다.
'로즈'라는 이름은, 손등에 붉은 장미꽃 비슷한 용문(龍文)이 새겨져 있어 류지가 이를 본따 장미꽃을 뜻한다는 'ロ―ズ(Rose)' 로 이름을 지었다. 깨어나자마자 류지에게 붙어다니며 "류지", "류지" 밖에 몰랐을 정도로 말을 잘하지는 못하였다가 나중에 가서는 사람의 언어에도 능숙한듯 류지와도 자연스런 대화를 하기도 한다. 순진무구한 성격이며 류지와 아이스크림을 무지하게 좋아하며, 류지가 다른 여자랑 친하게 지내는 걸 보면 질투를 하는 모습을 보인다.
나나오 에리코(七尾 英理子)
성우 - 유카나
류지의 6촌 친척 누나로, 레벨7의 브레이커. 류지보다 나이가 좀 많은 19세 여성이고, 공식 신분은 대학생. 몸매 및 미모는 발군이지만, 미국에서 유학하다 여름에 일본으로 귀국하자마자, 대뜸 류지를 자신이 만든 사조직 'Swven tails'에 가입시키고, 팡이 Lost precious를 거래하는 현장을 덮쳐 Lost precious를 얻으려고 하는 등 제멋대로에 무모한 성격에 트러블메이커 기질을 가지고 있다. 자신의 집이 있음에도, 류지네가 편하다며 류지네 집에 얻혀 살게 된다. 로즈하곤 처음엔 사이가 서먹했으나, 나중엔 친하게 지내게 된다.
지팡이형 Lost precious와 귀걸이형 Lost precious인 'True love'를 소유하고 있다.
에토 미사키(江藤 實咲)
성우 - 니고 마야코
류지가 다니는 학교의 동급 여학생이자 소꿉친구. 마음 속으로 류지에게 호감을 가지며 짝사랑을 하는 소녀이지만 늘 운이 없다고 자책하는 성격을 가졌다. 드래곤과 Lost precious하곤 전혀 무관한 일반인.
마르가 리테(マルガ リ-テ)
성우 - 호리에 유이
긴 은발의 미소녀로, 얼음을 다루는 화이트 드래곤의 황녀. 류지에게 화이트 드래곤의 보검 '아이스 레이지'의 탈환 의뢰를 하기 처음 등장함. 그녀는 인간에게 편견을 가진 성격으로, 류지와 약혼을 맺은 로즈에게도 질투심을 갖고 있다. 나중에는 성격이 달라져서 류지에게 호감을 가지려 하고 있으며 로즈와 라이벌 의식까지 갖게 되었다. 나중에 오닉스가 책을 훔쳐갔던 사건을 계기로 다시 등장한다. 그리고 놀랍게도, 오닉스하곤 예전부터 친구 사이였던 듯...
아이(アイ)
성우 - 이노쿠치 유카
늑대인간의 힘을 지닌 미소녀로, Lost precious를 전문적으로 훔치는, '오드 아이(Odd eye)'라 불리는 괴도. 힘을 발휘할 때는 늑대의 귀와 꼬리가 나오며 오드아이가 된다. 늑대인간 모드일 때는 레벨8정도의 능력을 갖고 있는 듯 하다. 사이키를 따르며, True love를 도용하였다가 그것의 능력으로 사이키의 진실까지 파악하게 된다. 그리고 그녀는 원래 인간이며, 사이키에 의해, Lost precious인 '인랑의 송곳니'가 체내에 이식되어 늑대인간의 능력을 지니게 되었다고 한다.
이후 자신의 친가족 품으로 돌아가게 되며, 류지에게 호감을 보인다.
비앙카 알렉산드라 루(ビアンカ アレクサンドラ ル-)
성우 - 마츠오카 유키
풍성한 분홍머리에 붉은 차이나 드레스 차림의 여성으로 안경을 쓰고 있으며, 미국 샌프란시스코에서 일본으로 건너온 Society 소속의 연구자이다. 에리코와는 예전부터 안면이 있는 사이. 브레이커로서의 능력은 레벨4 정도 밖에 안 되지만, 연구자로서의 지식과 능력은 상당하다. 제멋대로인 성격이며 그로 인해 원하는 걸 이루기 위해선 방법을 가리지 않는다.
이후 류지네 옆집에 살면서 토쿠라의 드래곤 연구를 돕는다. 덤으로, 류지에게 관심을 갖고 있음...
오닉스(オニキス)
성우 - 카미야 히로시
어둠의 브레이커 조직인 '팡'의 수장이자 블랙 드래곤. 자칭 로즈의 약혼자이기도 하며 로즈를 '공주'라고 부르고 있다. 제멋대로이고 폭력적이며, 인간을 하등생물로 취급하며, 인간과 드래곤의 사랑을 인정하지 않는 사람들 중 하나. 로즈를 류지 일행에게 뺏기자, 로즈를 찾으러 류지에게 나타나서 로즈를 다시 데리고 가나, 로즈를 찾으러 온 류지 일행에 의해 다시 로즈를 빼앗기고, Engage한 류지의 일격에 당하고 만다. 그러고 한참 지난 후, 다시 류지 일행에게 나타나, 성룡의 의식을 한 류지가 '드래곤 크라이시스'라서, 성룡의 의식을 한 로즈의 몸은 약해질 거라는 말을 하고, 류지에게 로즈의 치유와 보호를 이유로 로즈를 넘겨 주길 요구한다.
사이키(斎木)
성우 - 호리에 카즈마
로스트 프레셔스 관계자 파티장에서 에리코에게 접근한 남자. 자신을 신참 수집가로 소개하며 등장했지만, 사실은 Lost precious를 훔치러 온 사람이었으며 아이로부터 마스터라 불리는 사내이다. 그의 진자 정체는 '후루모리'라는 레벨9의 브레이커 겸 Society 소속의 연구자로, 그는 과거에 Lost precious를 체내에 이식하는 연구를 하였으며, 자신의 연구를 위해 수많은 사람들을 실험으로 사용했다가 재기불능으로 만들었고, 15년 전에 아이를 유괴해, 아이를 대상으로 실험하고 그녀를 이용해 Lost precious를 수집한다.
사피(サフィ)
성우 - 카토 에미리
물을 다루는 블루 드래곤 소녀. 어렸을 때 오닉스에게 도움을 받은 이후 오닉스를 좋아하며 따르고 있다. 오닉스의 애인이라 자칭하며 로즈와 류지의 사랑을 지지하고 있다. 성룡의 의식을 치른 드래곤이지만 아직 어려 실력은 미숙한 편.
카이(甲斐)
성우 - 사코 마유미
오닉스의 부하이자 팡에 속해 있는 여성. 원래는 대재벌인 카이 콘체른의 장녀로 뛰어난 능력을 인정받고 있었으나, 오닉스를 만난 후부턴 그를 따르고 있다.
아이카와 마오(相川 真央)
성우 - 킷타 이즈미
류지와 미사키의 클래스메이드. 미사키와 친하며 미사키의 짝사랑이 이루어질 수 있게 응원해주고 있다. 미사키와 달리 활발한 성격이다.
아이카와 마사토(相川 真人)
성우 - 타나베 신고
류지와 미사키의 클래스메이드. 류지와 친하며, 이성, 특히 미인에게 약함.
토쿠라(戸倉)
성우 - 토비타 노부오
1화 막바지에 헬기를 타고, 류지네 집에 깜짝 등장하게 된 Society 소속의 연구자. 에리코에게 정보를 제공해주는 정보통 역할도 겸한다. 그리고 보기와 달리 협회 내에서 지위는 상당히 높은 듯.
조지 에반스(ジョ-ジ エヴァンス)
성우 - 미야모토 미츠루
류지 일행이 해변가에 놀러왔을 때 등장하게 된 금발의 청년. 영국 성공회 소속의 수도사. 마르가가 찾고 있다는 '아이스 레이지'를 가지고 있는 소유자이기도 하며, 레벨 10의 브레이커이기도 하다. 드래곤에 대해 혐오하는 성격을 지녔으나 처음 로즈와 마르가를 보자마자 귀여움과 호감을 갖기도 하였지만, 그녀들이 드래곤이라는 사실을 알게 되면서는 혐오적인 태도로 돌변하였다. 그러다 아이스레이지에 깃든 저주에 먹히고 마나, 류지의 일격으로 저주에서 벗어난다.
센자키(千崎)
성우 - 엔도 다이스케
Society 소속의 방위 부대의 대장.
키사라기 레이치로·키사라기 하나(如月 黎一郞·如月 羽奈)
성우 - 우치다 나오야·타마가와 사키코(레이치로를 우치다 나오야가, 하나를 '타마가와 사키코가 담당.)
류지의 부모님들. 두 분 다 브레이커로, Lost precious 전문 보물 사냥꾼 일을 하고 있음. 그로 인해, 전 세계를 떠돌아 다님.

## 애니메이션
2011년 1월부터 후지 TV 등의 방송사를 통해 방영되고 있다. 대한민국에서는 애니플러스가 일본어 음성에 한국어 자막이 덧씌워진 형태의 영상을 '15세 이상 시청가' 등급으로 방영하고 있다.

### 제작진
- 원작 - 키자키 카야(집영사 슈퍼 대쉬 문고）
- 일러스트 - 아카타 이츠키
- 기획 - 인 신이치로, 모리야마 아츠시, 와타나베 나오키, 코이시카와 신야, 바이케이 미치히코
- 시리즈 구성 - 쿠라타 히데유키
- 캐릭터 디자인·총 작화감독 - 이시하마 마사시
- 서브 캐릭터 디자인 - 코사카 토모
- 메카닉 디자인 - 츠네키 시노부
- 소품 디자인 - 모리자키 타다시
- 타이틀 로고 디자인 - 코마츠 노보루(RiseDesignRoom)
- 미술감독 - 이토 카즈히로
- 색채 설계 - 모치다 타케시
- 촬영감독- 시모자키 아키라
- 편집 - 마츠무라 마사히로
- 음향감독·음향 정리 - 하타 쇼니
- 음향 효과 - 카와다 키요타카(스와라·프로)
- 녹음 스튜디오 - studio DonJuan
- 음향 제작 - 닥스 프로덕션
- 음악 - 미야자키 마코토
- 음악 프로듀서 - 미야모토 준노스케
- 음악 제작 - 스타차일드 레코드
- 애니메이션 제작 - 스튜디오 딘
- 애니메이션 프로듀서 - 마츠다 케이이치
- 감독 - 타치바나 히데키
- 제작 - 드래크라 제작위원회(키즈 스테이션, 킹 레코드, 집영사, 후지 TV, YTE, 닥스 프로덕션）

### 주제가
여는곡 - "Immoralist"(インモラリスト)
작사·작곡 - 키요시 류진 / 편곡 - 타카하시 고우
노래 : 호리에 유이(마르가 역)
닫는곡 - 〈미래 Bowl〉(ミライボウル)
작사 - 타카키 유야 / 작곡 - 마에야마다 켄이치, 오오스미 토모타카 / 편곡 - NARASAKI
노래 : 모모이로 클로버